# Орден Подвязки
Благороднейший орден Подвя́зки (англ. The Most Noble Order of the Garter) — высший рыцарский орден Великобритании. Является одним из старейших орденов в мире.
Всего по уставу рыцарей ордена Подвязки не может быть больше 24 человек, помимо монарха, принца Уэльского, членов королевской семьи и иностранных монархов. Монарх лично выбирает 24 члена ордена, не консультируясь с министрами. Другие члены королевской семьи и иностранные монархи, как правило, становятся младшими членами ордена.
По мере ухода из жизни старых орденоносцев монарх награждает новых. Обычно его решение становится достоянием общественности 23 апреля, в день святого Георгия. В июне новоизбранные рыцари и дамы участвуют в процессии в Виндзорской крепости, где им вручается церемониальная подвязка и звезда — символ ордена.

## История

### Создание ордена
Идея создания нового светского рыцарского ордена появилась у Эдуарда III зимой или весной 1347/1348 года, когда он провёл ряд турниров в разных городах, уделяя огромное внимание их зрелищности, кроме того, выставляя напоказ и захваченных в битвах знатных пленников, включая короля Шотландии. Хотя не исключено, что идею ордена он начал вынашивать во время похода во Францию. Ещё в январе 1344 года король после одного из турниров объявил об учреждении «круглого стола», для штаб-квартиры которого построил круглое здание в верхней части Виндзорского замка в 200 футов диаметром, на которое было потрачено 507 фунтов 17 шиллингов и 11,5 пенсов. Однако в то время идея так и не была реализована окончательно, возможно, из-за нехватки средств. Но теперь он решил её возродить в изменённом виде. Новый рыцарский орден Эдуард решил посвятить Богородице и святому Георгию, покровителю Англии, с целью «соединить некоторое число достойных лиц для совершения добрых дел и оживления военного духа». Эмблемой его стала подвязка, но её появление остаётся загадкой.
Самая известная легенда рассказывает о том, что орден был назван в честь предмета женской одежды, который графиня Солсбери во время танца с королём уронила; когда окружающие засмеялись, король же поднял подвязку и повязал её на собственную ногу со словами: фр. «Honi soit qui mal y pense» (наиболее точный перевод: «Пусть стыдится подумавший плохо об этом»), ставшими девизом ордена. Это могла быть либо Кэтрин Грандисон, жена Уильяма Монтегю, 1-го графа Солсбери, либо её невестка, Джоанна Кентская. Однако, судя по всему, эта история, самая ранняя письменная версия которой относится к 1460-м годам, была ретроспективной попыткой объяснить появление эмблемы; в момент основания ордена подвязка была преимущественно предметом мужского гардероба. Высказывалась также версия, что, возможно, идея принадлежала Генри Гросмонту, герцогу Ланкастерскому, который носил подвязки, да и сам король их использовал в молодые годы. В настоящее время считается более вероятным, что под подвязкой имеется в виду пояс с мечом, что демонстрирует боевые ценности нового ордена, в который входят 26 рыцарей.

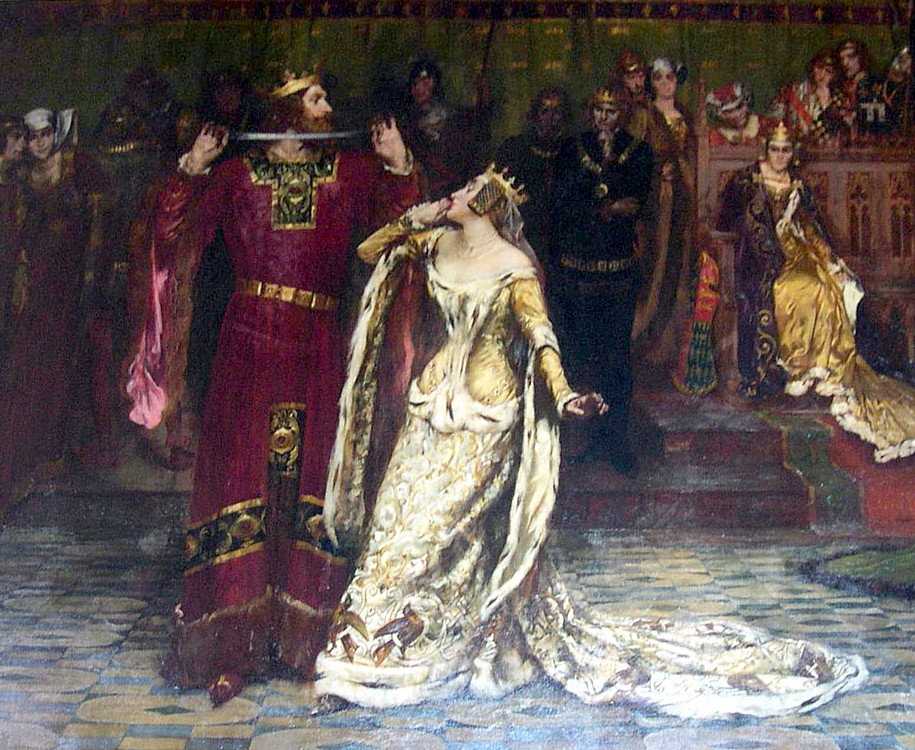
Картина «Церемония с подвязкой» (1901) А. Ш. Тайлера изображает легендарную сцену, которая дала повод для учреждения ордена: король Эдуард III поднял подвязку своей любовницы, которую она потеряла

Официальной датой основания ордена считается 6 августа 1348 года. При этом в «The Complete Peerage» в разделе «Основатели ордена Подвязки» сообщается, что он был впервые учреждён 23 апреля 1344 года. При этом там перечислены все рыцари-основатели, в том числе Санше д’Абришекур, умерший в 1345 году. Своё первое официальное собрание орден провёл в Виндзоре во время празднования в 1349 году дня святого Георгия.
Орден включал в себя большую часть артуровских образов, которые были особенностью придворной жизни в Англии как при Эдуарде I, так и в первые годы правления Эдуарда III. Список рыцарей-основателей ордена показывает, что он был задуман как постоянный памятник победам англичан при Кресси и Кале. При этом французская символика ордена — синие мантии (в Англии традиционным цветом королей был красный) — и выбор девиза («Пусть стыдится подумавший об этом плохо», фр. Honi soit qui mal y pense) предполагают, что одной из его целей было продвижение притязаний на французский трон. Хотя в это время некоторые приближённые Эдуарда убеждали его не соглашаться на дипломатический компромисс, считая, что завоевание Франции вполне достижимо, сам король, возможно, колебался. В парламентах, которые заседали в январе и марте 1348 года, на него обрушился поток жалоб, да и экономическая и политическая ситуация в стране была сложной.
Многим современникам новосозданный орден казался безвкусным, да и неуместным, поскольку Англию в это время опустошала «Чёрная смерть», а население нищало от денежных поборов, идущих на финансирование войны. Так, Генри Найтонский считал, что предаваться расточительным и беспечным играм является верхом бесчувственности. Но, по мнению современных исследователей, новый орден позволял сплотить вокруг короля рыцарей страны, а также обеспечил короля возможностью отметить и вознаградить рыцарей, отличившихся в заграничных походах, сделав их службу не утомительной обязанностью, а знаком отличия. В качестве духовного дома ордена Подвязки была основана часовня при колледже Святого Георгия в Виндзоре. Постройка часовни началась в 1350 году и закончилась в 1357 году. Она потребовала серьёзных финансовых затрат: на перестройку Виндзора в это время было потрачено 6500 фунтов, большая часть этой суммы пошла на строительство часовни. В дар ей Эдуард III передал Нейтский крест — фрагмент Животворящего Креста, который в 1283 году отобрали у Ллевелина ап Грифида во время кампании по покорению Уэльса.

### Особенности ордена
Большинство британских орденов является общим для всего Соединённого Королевства, за исключением ордена Подвязки, который является чисто английским. Его эквивалент в Шотландии — орден Чертополоха, существующий с 1687 года, в Ирландии — орден Святого Патрика, существовавший с 1783 года (после обретения независимости Ирландией им перестали награждать и последний его кавалер умер в 1974 году).
Количество членов ордена ограничено — ими являются суверен ордена (монарх) и не более 24 компаньонов (Companions). Компаньонами могут быть как рыцари (Knights Companions), так и леди (Ladies Companions). Дополнительными (Supernumerary) участниками ордена могут становиться также члены британской королевской семьи и иностранные монархи. При вступлении в орден участник обязуется выполнять все условия ордена, главнейшим из которых является защита суверена ордена.
Членство в ордене предоставляется лично сувереном (членство в других британских рыцарских орденах обычно присваивается по представлению премьер-министра). В 1946 году премьер-министр Клемент Эттли по согласованию с лидером оппозиции Уинстоном Черчиллем вернул королю исключительное право назначения новых членов в целях деполитизации ордена.
В истории ордена Подвязки известны случаи исключения рыцарей за несоблюдение условий организации. Так, например, 13 мая 1915 года были лишены ордена Подвязки восемь иностранных рыцарей из государств — противников Великобритании в Первой мировой войне, в том числе австрийский император Франц Иосиф I (754-й рыцарь), германский император Вильгельм II (767-й рыцарь) и Эрнст Август II Ганноверский (769-й рыцарь). Во время Второй мировой войны в 1940 году из ордена был исключён король Италии Виктор Эммануил III, а в 1941 году — император Японии Хирохито (восстановлен в 1971 году).

## Список рыцарей — основателей ордена Подвязки

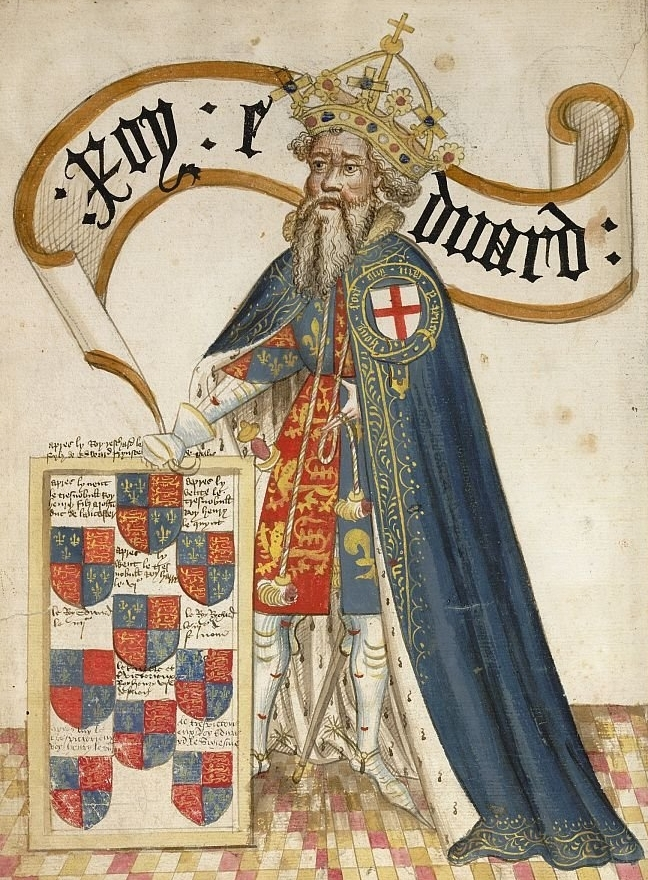
Эдуард III в качестве главы ордена Подвязки

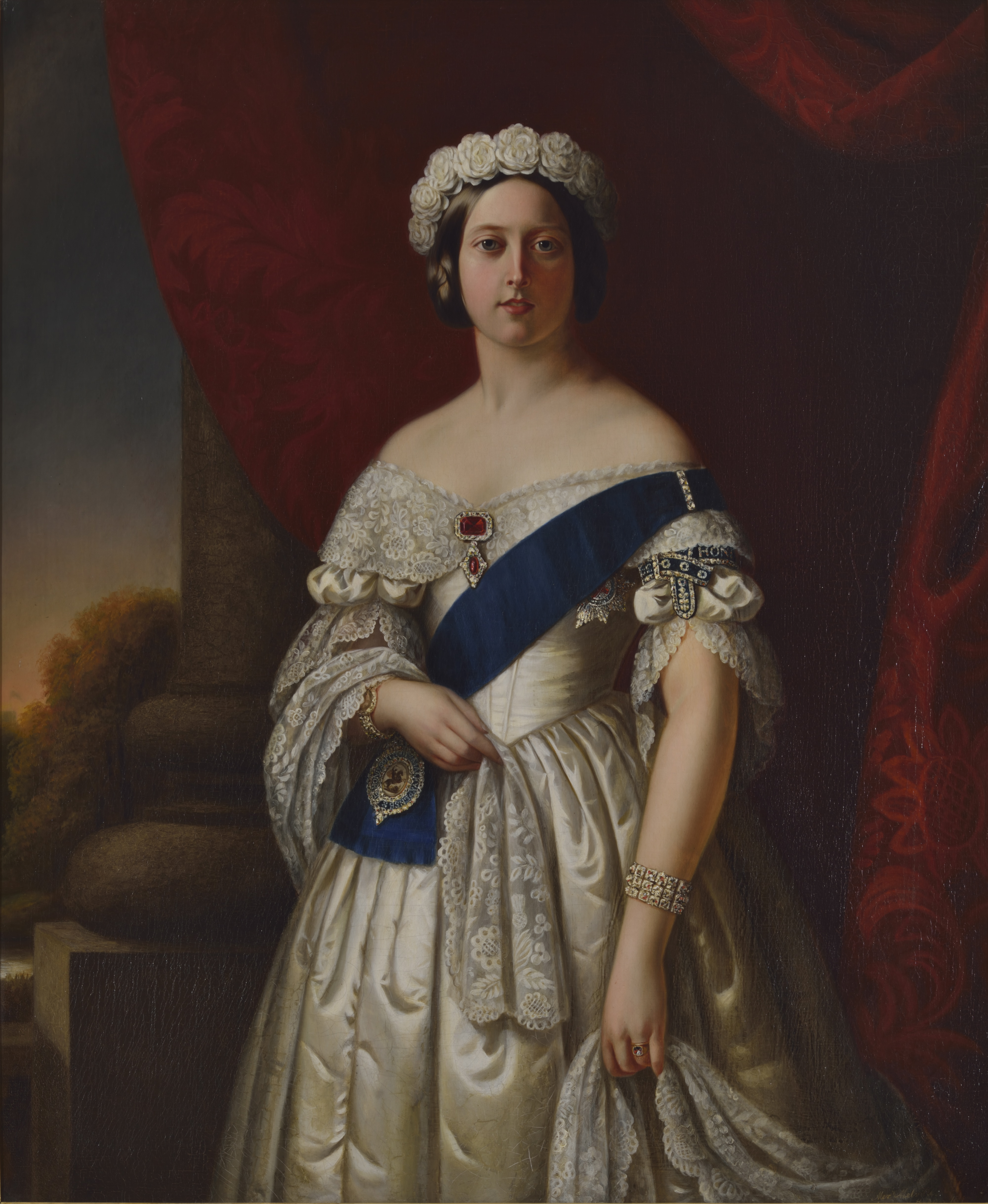
Знак ордена (подвязка) на левом плече королевы Виктории. Серебряные с бриллиантами буквы составляют девиз ордена: «Honi soit qui mal y pense»

Было 25 рыцарей-основателей, ставших кавалерами ордена Подвязки в 1348 году:
- Эдуард Чёрный Принц, принц Уэльский
- Генри Гросмонт, граф Дерби
- Томас де Бошан, 11-й граф Уорик
- Жан III де Грайи, капталь де Бюш
- Ральф Стаффорд, 1-й граф Стаффорд
- Уильям де Монтегю, 2-й граф Солсбери
- Роджер де Мортимер, 2-й граф Марч
- Джон Лайл, 2-й барон Лайл из Ружемонта
- Бартоломью Бергерш, 1-й барон Бергерш
- Джон Бошан, 1-й барон Бошан из Уорика
- Джон де Моэн, 2-й барон Моэн
- Хью де Куртене Младший, барон Куртене
- Томас Холланд, 1-й граф Кент
- Джон де Грей, 2-й барон Грей из Ротерфилда
- Ричард Фитц-Симон
- Майлз Стэплтон, барон Ингэм
- Томас Уэйл, барон Уиндон-Пинкни
- Хью Роттсли
- Нил Лоринг
- Джон Чандос, барон Чандос
- Джеймс Одли
- Отес Холланд
- Генри Эрн
- Санше д’Абришекур
- Уолтер Пейвли

## Русские кавалеры ордена
В России рыцарями ордена Подвязки становились:
- Александр I в 1813, 641-й кавалер,
- Николай I в 1827, 661-й кавалер,
- Александр II в 1867, 755-й кавалер,
- Александр III в 1881, 773-й кавалер,
- Николай II в 1893, 802-й кавалер, принят до вступления на престол, будучи ещё великим князем,
- Великий Князь Михаил Александрович в 1902, 818-й рыцарь, был принят, так как считался наследником престола до рождения у Николая II в 1904 году сына Алексея[8].

Не имеет под собой оснований легенда о том, что королева Елизавета Тюдор пожаловала орден Ивану Грозному. То украшение, которое хранилось в Оружейной палате как орден Подвязки Ивана Грозного, не имеет к английской награде никакого отношения.
Пётр I, согласно ряду указаний, отказался от ордена Подвязки, пожалованного ему королём Англии, поскольку счёл, что это превращало его в подданного британской короны, и учредил орден Святого апостола Андрея Первозванного.

## Знаки ордена
Символом ордена является лента из тёмно-синего (почти чёрного) бархата с вытканной золотом каймой и золотой надписью: «Honi soit qui mal y pense» — «Да стыдится тот, кто подумает об этом дурно»; её носят ниже левого колена и прикрепляют золотой пряжкой (женщины носят её на левой руке). В современном французском языке первое слово девиза пишется как «honni», но на ленте сохранена орфография времени создания ордена. Подвязка надевается в протокольных случаях.
Знак ордена двух типов, для ношения на орденской цепи и для ношения на чрезплечной ленте.
Знак ордена для ношения на орденской цепи представляет собой изображение в цветных эмалях святого Георгия на коне, поражающего копьём крылатого змия (дракона). Знак ордена крепится к орденской цепи, состоящей из чередующихся звеньев в виде Розы Тюдоров в окружении Подвязки, в виде двух витых шнуров. Количество звеньев 25 каждого вида (по числу кавалеров ордена).
Знак ордена для ношения на чрезплечной ленте представляет собой овальный медальон в виде свёрнутой кольцом подвязки, внутри которой изображение святого Георгия на коне, поражающего копьём крылатого змия (дракона). Ранние знаки ордена покрывались цветной эмалью и украшались драгоценными камнями. Знак ордена крепится к банту чрезплечной муаровой ленты синего цвета.
Звезда ордена серебряная восьмиконечная. В центре крест святого Георгия красной эмали в окружении свёрнутой кольцом подвязки синей эмали.

## Иллюстрации

Геральдическое представление ордена Подвязки
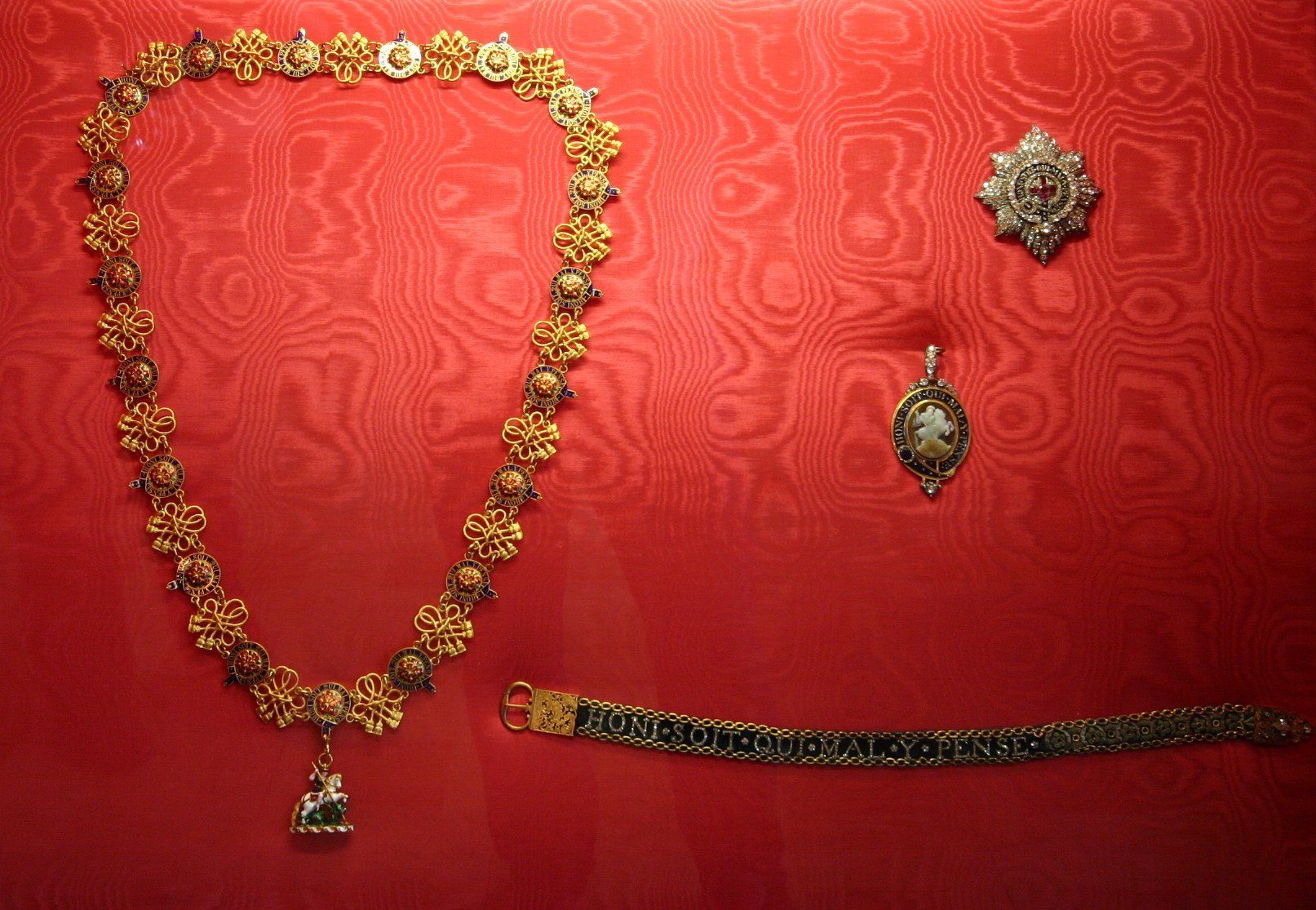
Инсигнии ордена: цепь, звезда, знак, подвязка
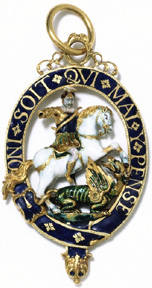
Знак ордена для ношения на чрезплечной ленте, украшенный эмалями
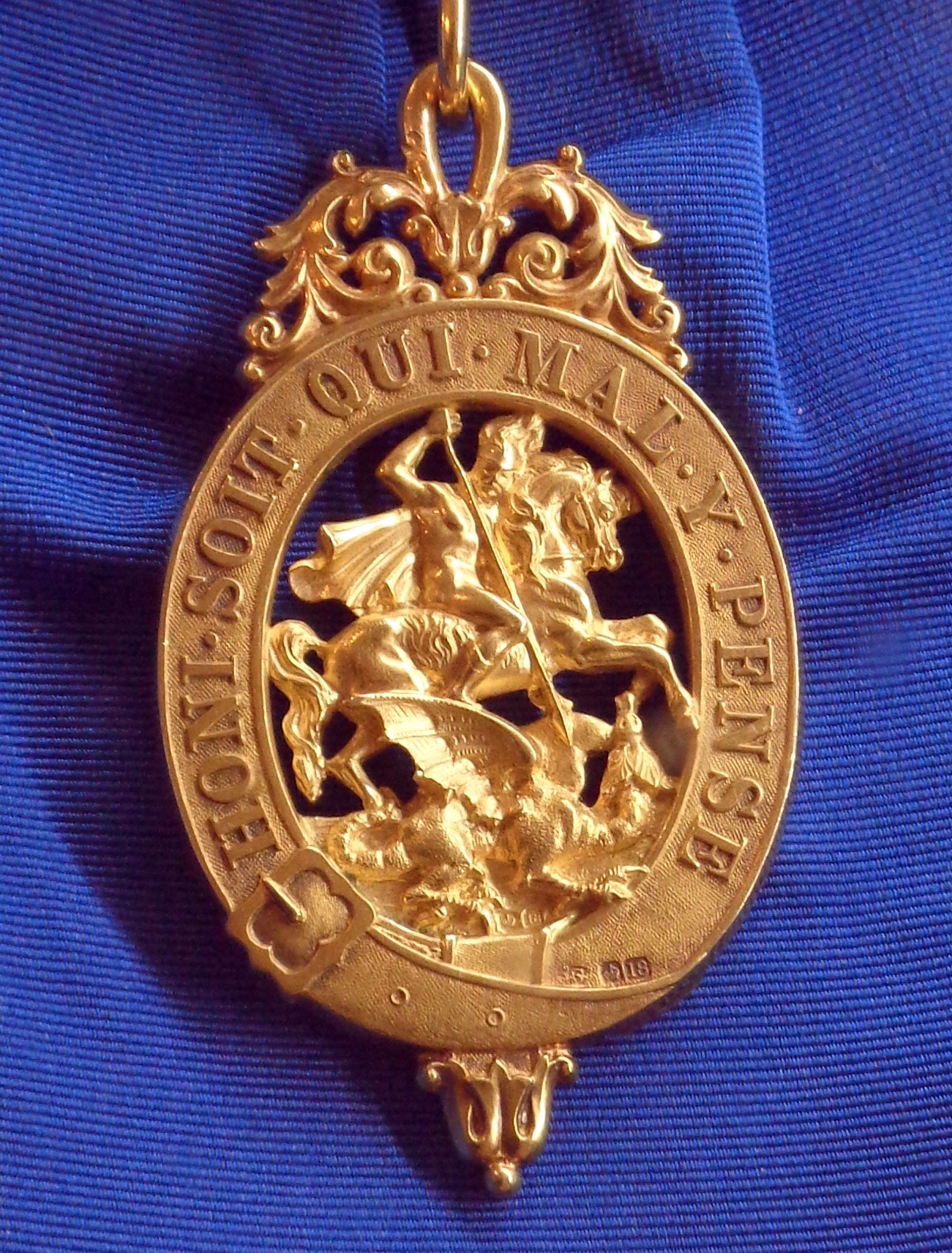
Знак ордена для ношения на чрезплечной ленте
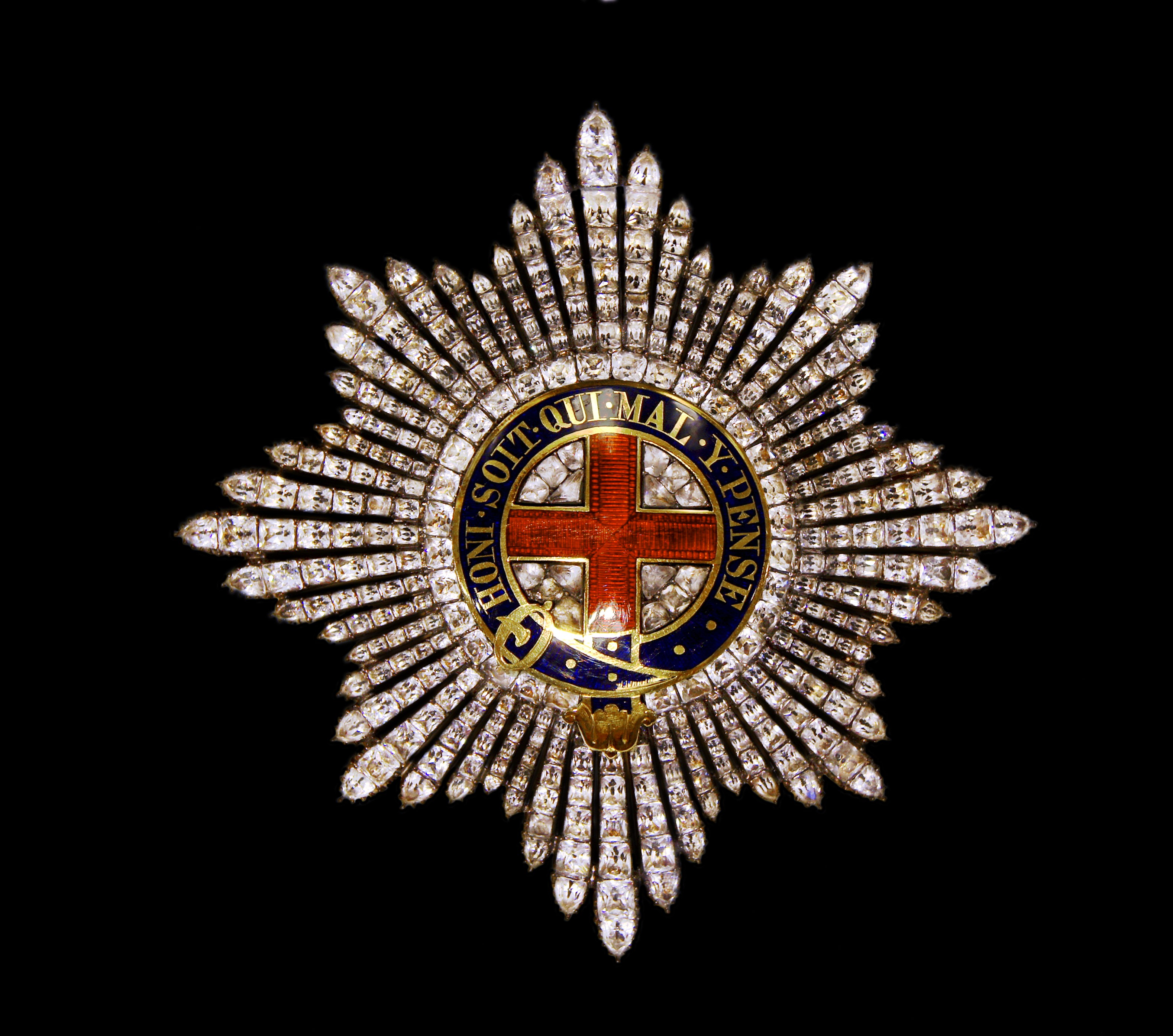
Звезда ордена с бриллиантами и драгоценными камнями

## Современные кавалеры ордена
Рыцарями ордена Подвязки являются члены королевской фамилии: принцесса Анна, принц Уильям. Из иностранных монархов ордена удостоились король Норвегии Харальд V, бывшая королева Дании Маргрете II, король Испании Филипп VI, бывший император Японии Акихито и нынешний император Японии Нарухито.
В числе рыцарей ордена числились в 2005 году бывшие премьер-министры Великобритании Эдвард Хит, баронесса Тэтчер и Джон Мейджор, а также баронесса Соумс — дочь сэра Уинстона Черчилля. В 2022 году Тони Блэр также был посвящён в рыцари ордена.
По состоянию на январь 2025 года рыцарями и дамами ордена являются 20 человек, а также 9 членов британской королевской семьи и 8 иностранных монархов, бывших и действующих.

### Суверены
- Карл III (Суверен с 2022 года)

### Кавалеры и дамы
1. Джеймс Гамильтон, 5-й герцог Аберкорн (с 1999 года)
2. Робин Батлер, барон из Броквелла[англ.] (с 2003 года)
3. сэр Джон Мейджор (с 2005 года)
4. Ричард Льюс, барон Льюс (с 2008 года)
5. Николас Филипс, барон Филипс Уорт Матраверский (с 2011 года)
6. Джон Стиррап, барон Стиррап (с 2013 года)
7. Элиза Мэннингхэм-Буллер, баронесса Мэннингхэм-Буллер (с 2014 года)
8. Мервин Кинг, барон Кинг Лотбёрийский (с 2014 года)
9. Чарльз Джеффри Николас Кей-Шаттлворт, 5-й барон Шаттлворт (с 2016 года)
10. леди Флоренс Мэри Фэйган (с 2018 года)
11. Алан Генри Брук, 3-й виконт Брукборо (с 2018 года)
12. леди Мэри Элизабет Питерс (с 2019 года)
13. Роберт Гаскойн-Сесил, 7-й маркиз Солсбери, бывший лидер оппозиции в Палате лордов (с 2019 года)
14. сэр Энтони Блэр (с 2022 года)
15. Валери Амос, баронесса Амос (с 2022 года)
16. Кэтрин Эштон, баронесса Эштон Апхолландская (с 2023 года)
17. Кристофер Паттен, барон Паттен Барнский (с 2023 года)
18. главный маршал авиации Стюарт Пич, барон Пич
19. Аджай Каккар, барон Каккар
20. Эндрю Ллойд Уэббер, барон Ллойд Уэббер
21. Вакантно с 6 ноября 2022 года после смерти Майкла Бойса, барона Бойса
22. Вакантно с 28 мая 2023 года после смерти сэра Дэвида Брюэра
23. Вакантно с 6 июня 2023 года после смерти Джона Морриса, барона Морриса из Аберавона[англ.]
24. Вакантно с 5 января 2025 года после смерти сэра Томаса Данна[англ.]

### Кавалеры и дамы,члены британской королевской семьи
1. Эдвард, герцог Кентский (1985)
2. Принцесса Анна (1994)
3. Ричард, герцог Глостерский (1996)
4. Принцесса Александра Кентская (2003)
5. Эндрю, герцог Йоркский (2006)
6. Эдвард, герцог Эдинбургский (2006)
7. Уильям, принц Уэльский (2008)
8. королева Камилла (2022)
9. Биргитта, герцогиня Глостерская (2024)

### Иностранные монархи
1. Маргрете II, бывшая королева Дании (1979)
2. Карл XVI Густав, король Швеции (1983)
3. Хуан Карлос I, бывший король Испании (1988)
4. Принцесса Беатрикс Нидерландская, бывшая королева Нидерландов (1989)
5. Акихито, бывший император Японии (1998)
6. Харальд V, король Норвегии (2001)
7. Филипп VI, король Испании (2017)
8. Виллем-Александр, король Нидерландов (2018)
9. Нарухито, император Японии (2024)

| Суверен     |
|             |
| герб Короля |

| Королевские рыцари компаньоны и дамы (члены Королевской семьи) |                                   |                                  |
|                                                                |                                   |                                  |
| Принц Уильям, герцог Корнуолльский и Кембриджский              | Принц Эдвард, герцог Кентский     | Принц Ричард, герцог Глостерский |
|                                                                |                                   |                                  |
| Принц Эндрю, герцог Йоркский                                   | Принц Эдуард, герцог Эдинбургский | Анна, принцесса Великобритании   |
|                                                                |                                   |                                  |
| Александра, принцесса Кентская, достопочтенная леди Огилви     | Королева Камилла                  | Биргитта, герцогиня Глостерская  |

| Иностранные рыцари компаньоны и дамы                           |                                      |                                      |
|                                                                |                                      |                                      |
| Маргарете II, бывшая королева Дании                            | Карл XVI Густав, король Швеции       | Хуан Карлос I, бывший король Испании |
|                                                                |                                      |                                      |
| Беатрикс, принцесса Нидерландская, бывшая королева Нидерландов | Акихито, император Японии на покое   | Харальд V, король Норвегии           |
|                                                                |                                      |                                      |
| Филипп VI, король Испании                                      | Виллем-Александр, король Нидерландов | Нарухито, император Японии           |

| Рыцари компаньоны и дамы из Великобритании           |                                                |                                              |
|                                                      |                                                |                                              |
| Герцог Аберкорн                                      | Робин Батлер, барон Батлер Броквеллский        | Сэр Джон Мейджор                             |
|                                                      |                                                |                                              |
| Ричард Льюс, барон Льюс                              | Николас Филипс, барон Филипс Уорт Матраверский | Джон Стиррап, барон Стиррап                  |
|                                                      |                                                |                                              |
| Элиза Мэннингхэм-Буллер, баронесса Мэннингхэм-Буллер | Мервин Кинг, барон Кинг Лотбёрийский           | Барон Шаттлворт                              |
|                                                      |                                                |                                              |
| леди Флоренс Мэри Фэйган                             | Виконт Брукборо                                | леди Мэри Элизабет Питерс                    |
|                                                      |                                                |                                              |
| Маркиз Солсбери                                      | Энтони Блэр                                    | Валери Амос, баронесса Амос                  |
|                                                      |                                                |                                              |
| Кэтрин Эштон, баронесса Эштон Апхолландская          | Кристофер Паттен, барон Паттен Барнский        | главный маршал авиации Стюарт Пич, барон Пич |
|                                                      |                                                |                                              |
| Аджай Каккар, барон Каккар                           | Эндрю Ллойд Уэббер, барон Ллойд Уэббер         | Вакантный                                    |
|                                                      |                                                |                                              |
| Вакантный                                            | Вакантный                                      | Вакантный                                    |

| Орден       |                                                    |
|             |                                                    |
| Герб Ордена | Вариант с Королевским гербом и короной Св. Эдуарда |